# Bastiglia (Italia)
Bastiglia (Bastîa in dialetto modenese e carpigiano) è un comune italiano di 4 222 abitanti della provincia di Modena in Emilia-Romagna, situato circa 12 chilometri a nord rispetto al capoluogo, tra i fiumi Secchia e Panaro. Fa parte dell'Unione del Sorbara.

## Storia
Sporadici rinvenimenti archeologici attestano una presenza sparsa di coloni romani nel periodo imperiale, similmente ai territori circostanti.
Intorno all'anno Mille nel territorio s'insediò il casato dei conti Cesi di Modena. Una cappella dedicata a San Clemente, in posizione leggermente più elevata e quindi al sicuro dalle inondazioni, è citata in un documento di Corrado II il Salico alla chiesa di Modena del 1026. La corte che attorniava la fortificazione medioevale nei pressi della cappella si chiamò per alcuni secoli Villa de Cesi o Bastia de Cesi. Parrocchia del circondario fu la chiesa di Santa Maria del Pedagno, la cui presenza è documentata già nel 1104 e che venne demolita nel 1810-12.
I Visconti la occuparono per alcuni decenni nella prima metà del XIV secolo. Il luogo aumentò d'importanza nella seconda metà del secolo in seguito all'immissione del canale Naviglio nel Panaro, con l'edificazione del borgo cosiddetto di Bastia, dalla vicina fortificazione, e di Buonporto. I due borghi comprendevano depositi, mulini (nel XIX secolo a Bastia ve n'erano ben dodici) e luoghi di culto, con la cappella dedicata a San Nicola di Mira, protettore dei naviganti.
Il 19 gennaio 2014 Bastiglia viene sommersa dalle acque del Secchia: le abbondanti precipitazioni provocano un repentino innalzamento del livello del fiume che alle 6 del mattino rompe l'argine destro, invade le campagne e inonda rapidamente l'intero territorio del comune. Il giorno seguente il centro storico di Bomporto, paese confinante con Bastiglia, avrà la stessa sorte.

### Simboli
Lo stemma è stato riconosciuto con DCG del 12 febbraio 1933.
Lo stemma non è antico risale ai primi decenni del Novecento.  La torre merlata è un'arma parlante per "bastiglia" nel suo significato di piccolo castello fortificato del periodo feudale.
Il gonfalone in uso è un drappo partito di rosso e di bianco.

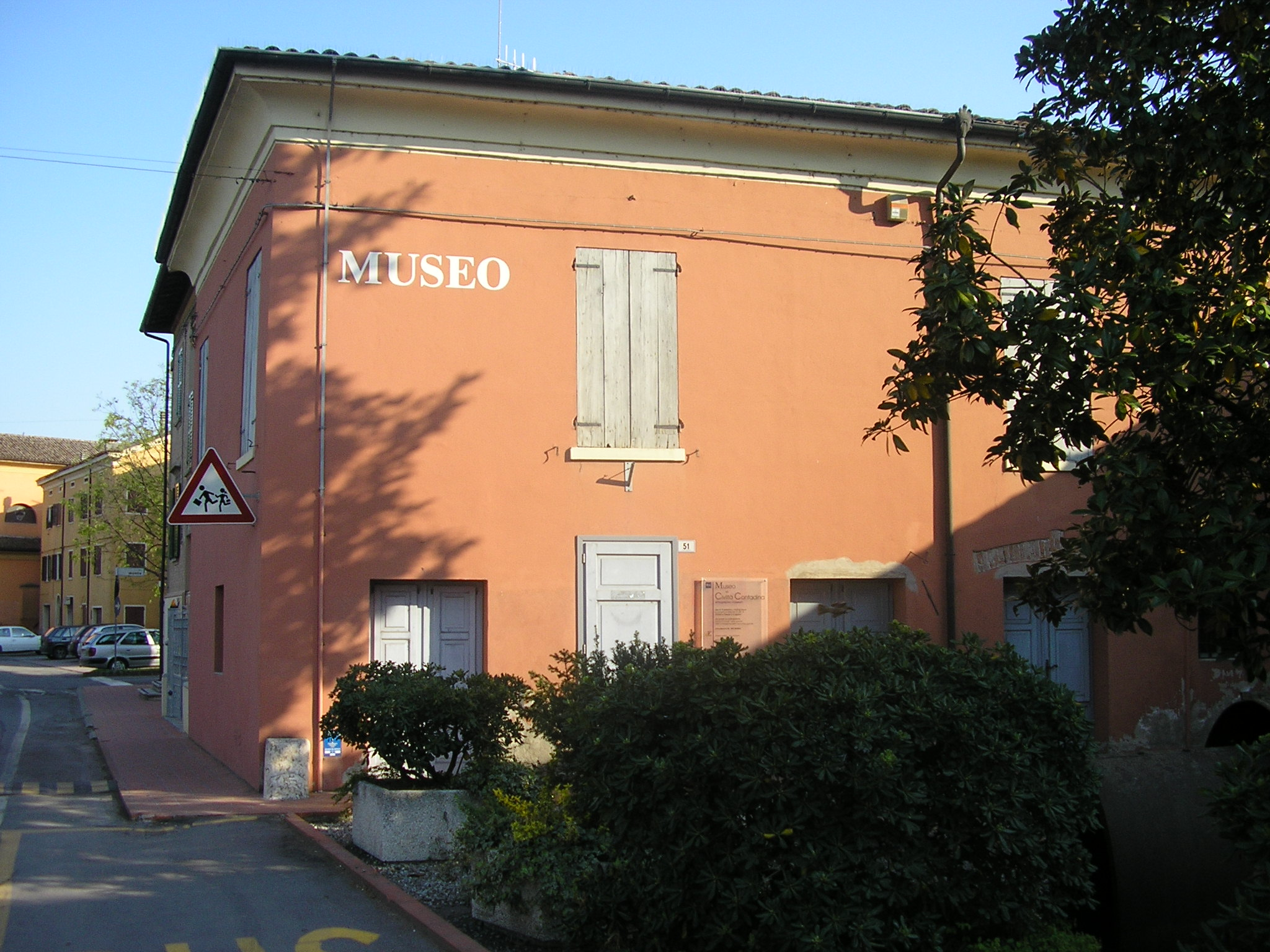
Il museo della civiltà contadina

## Società

### Evoluzione demografica
Abitanti censiti

### Etnie e minoranze straniere
Secondo i dati ISTAT al 31 dicembre 2009 la popolazione straniera residente era di 473 persone. Le nazionalità maggiormente rappresentate in base alla loro percentuale sul totale della popolazione residente erano:
- Turchia 141 3,45%
- Marocco 85 2,08%
- Tunisia 85 2,08%

## Amministrazione
| Periodo        | Periodo        | Primo cittadino     | Partito                                             | Carica  | Note   |
| -------------- | -------------- | ------------------- | --------------------------------------------------- | ------- | ------ |
| 23 aprile 1995 | 11 giugno 2004 | William Zaccarelli  | Lista civica di Centro-sinistra                     | Sindaco | [ 13 ] |
| 7 giugno 2009  | 25 maggio 2014 | Sandro Fogli        | Lista civica Bastiglia uniti                        | Sindaco | [ 13 ] |
| 26 maggio 2014 | in carica      | Francesca Silvestri | Lista civica di Centro-sinistra Per il rinnovamento | Sindaco | [ 14 ] |